# والگرینز

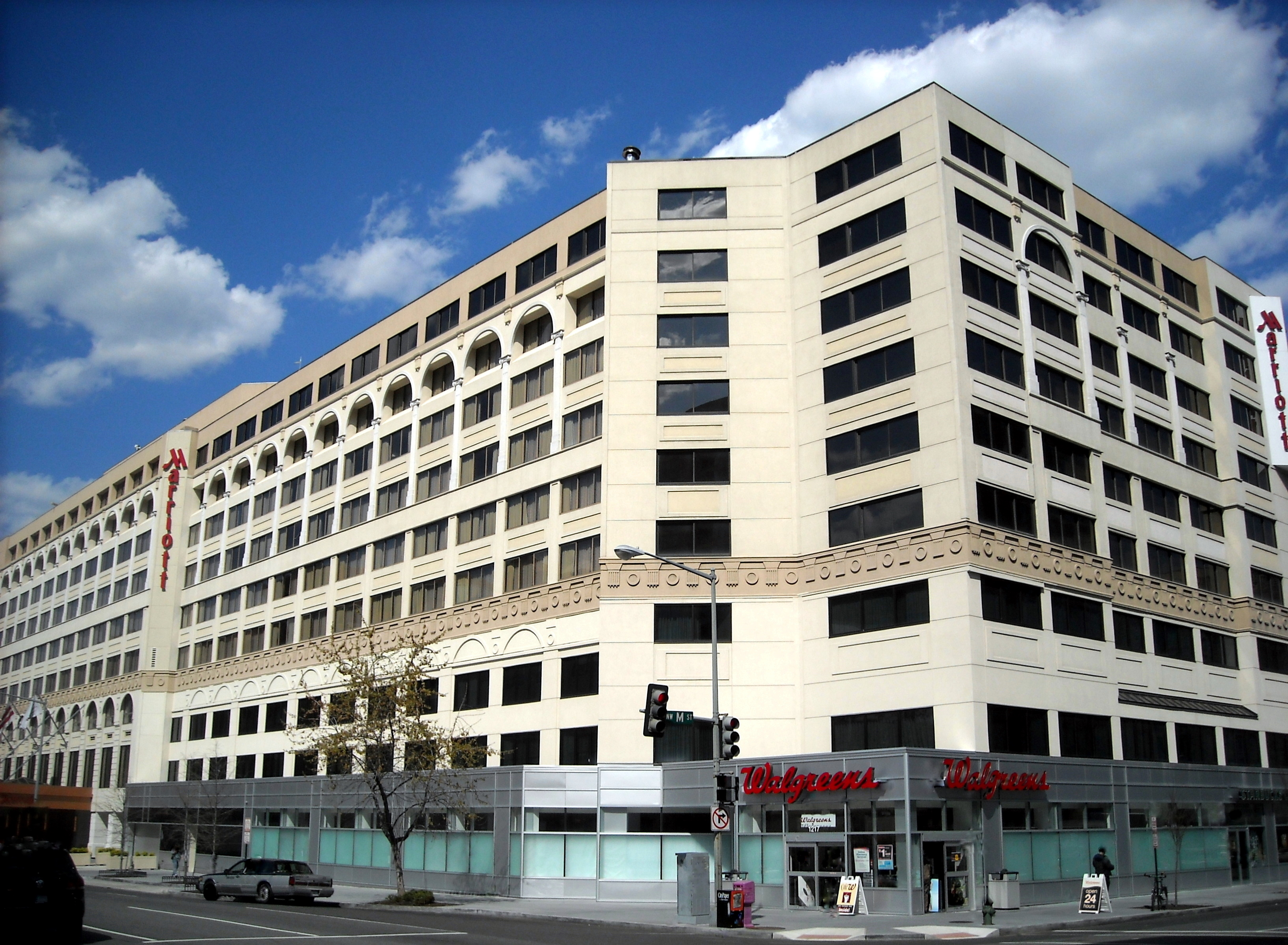
شعبه‌ای از والگرینز، واقع در واشینگتن

والگرینز (به انگلیسی: Walgreens) شرکت خرده‌فروشی آمریکایی است  که تمامی ۵۰ ایالت آمریکا به‌همراه پورتوریکو و گوام را، تحت پوشش قرار می‌داد.
شرکت والگرینز در سال ۱۹۰۱ توسط چارلز والگرین، در شهر شیکاگو، ایلی‌نوی تأسیس شد. در حال حاضر دفتر مرکزی این شرکت در حومه شیکاگو و در شهر دیرفیلد مستقر می‌باشد.

## تاریخچه

### چارلز والگرین

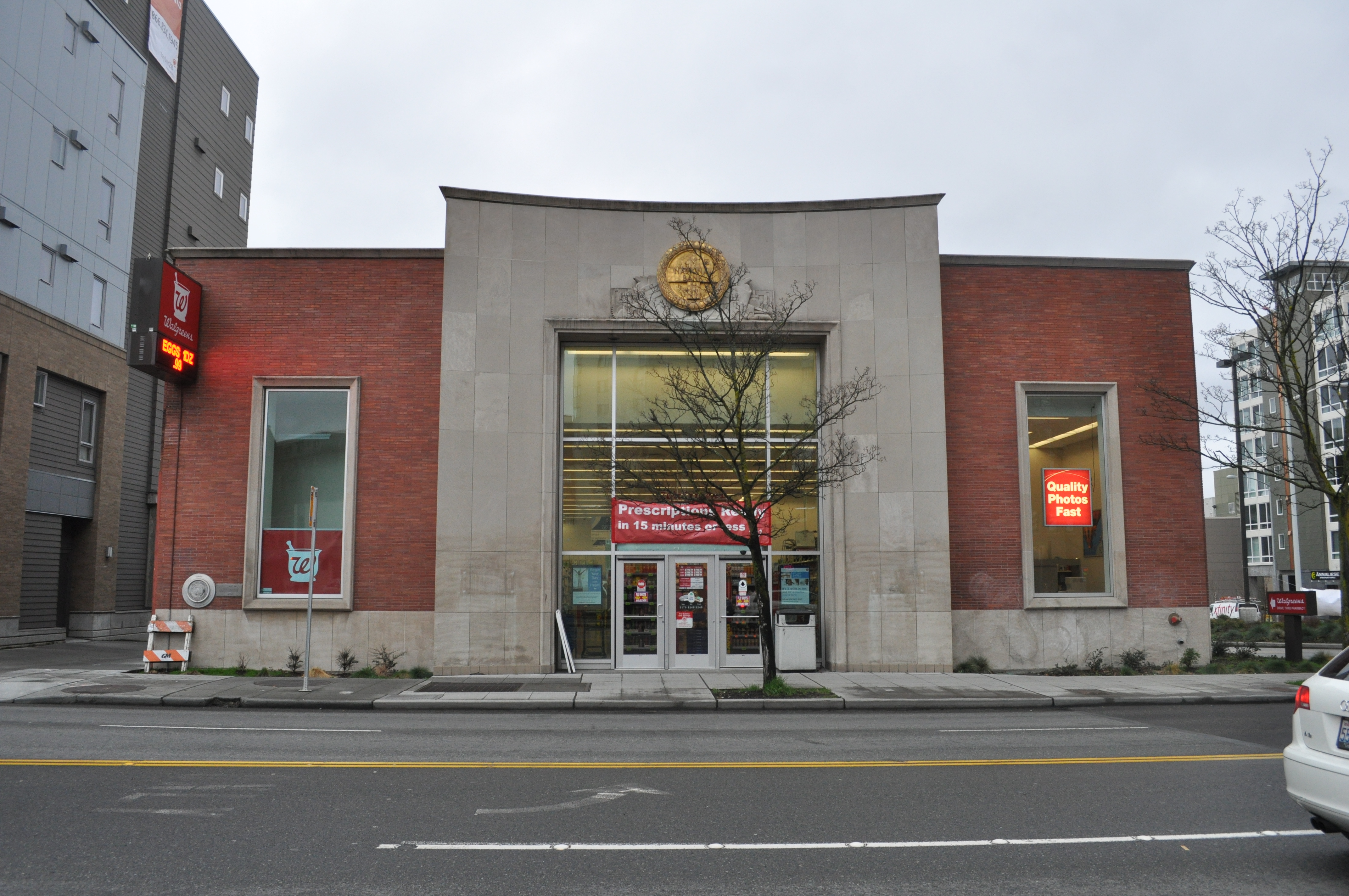
داروخانه والگرینز، در نیواورلئان

چارلز رودولف والگرین، مؤسس شرکت والگرینز، در سال ۱۸۷۳ در یک خانواده مهاجر سوئدی در ایلی‌نوی متولد شد. او در دبیرستان و کالج بیزینس دیکسون تحصیل کرد. چارلز در نوجوانی قسمتی از انگشت خود را در یک حادثه در کارخانه کفش‌سازی از دست داد. سپس پزشک معالجش او را متقاعد کرد، که به جای کار در کارخانه، به عنوان کارآموز، برای یک داروساز محلی کار کند.
از زمان استخدام وی توسط دکتر هورتون، علاقه او به داروسازی روز به روز بیشتر شد. در سال ۱۸۹۳ او به شیکاگو رفت و موفق به دریافت مجوز داروسازی شد. در آغاز جنگ‌های آمریکایی-اسپانیایی، والگرین جزو اولین داوطلبان سواره نظام ایلینوی بود. او در حین خدمت در کوبا دچار بیماری‌های مالاریا و تب زرد شد، که تا آخر عمر او را رنج می‌داد.

### اولین داروخانه
پس از ترخیص از ارتش، چارلز به شیکاگو بازگشت و در داروخانه ایزاک بلاد مشغول به کار شد. سپس در سال ۱۹۰۱ در پی بازنشسته شدن ایزاک، چارلز والگرین داروخانه او را خرید و نام آن را والگرینز گذاشت. این داروخانه در واقع هسته اولیه شکل دهنده بزرگترین شبکه داروخانه‌های ایالات متحده آمریکا بود.

### تولید دارو
چارلز والگرین در سال ۱۹۰۹ دومین داروخانه خود را افتتاح کرد و تا سال ۱۹۱۶ تعداد این شعبه‌ها به ۹ شعبه رسیده بود. همچنین او بسیاری از داروخانه‌هایی را که می‌خرید، بهبود می‌داد.
سپس او شروع به تولید داروهای ساخت خودش کرد و با این کار توانست کنترل بیشتری روی کیفیت محصولات داشته باشد و آن‌ها را به قیمت پایین‌تری بفروشد.
در دهه ۱۹۳۰ موفقیت‌های زیادی نصیب شرکت والگرینز شد. شرکت در سال ۱۹۲۳ شعبه‌هایی در خارج از مناطق مسکونی احداث کرد و همچنین محصول جدید خود، یعنی شیر فرآوری شده را معرفی کرد. والگرینز برای تأمین تقاضای مشتریان بستنی، کارگاه‌های ساخت بستنی دایر کرد و تا اواسط دهه ۱۹۲۰ حدود ۴۴ فروشگاه با فروش سالانه ۱٫۲ میلیون دلار داشت.

### توسعه کسب‌وکار

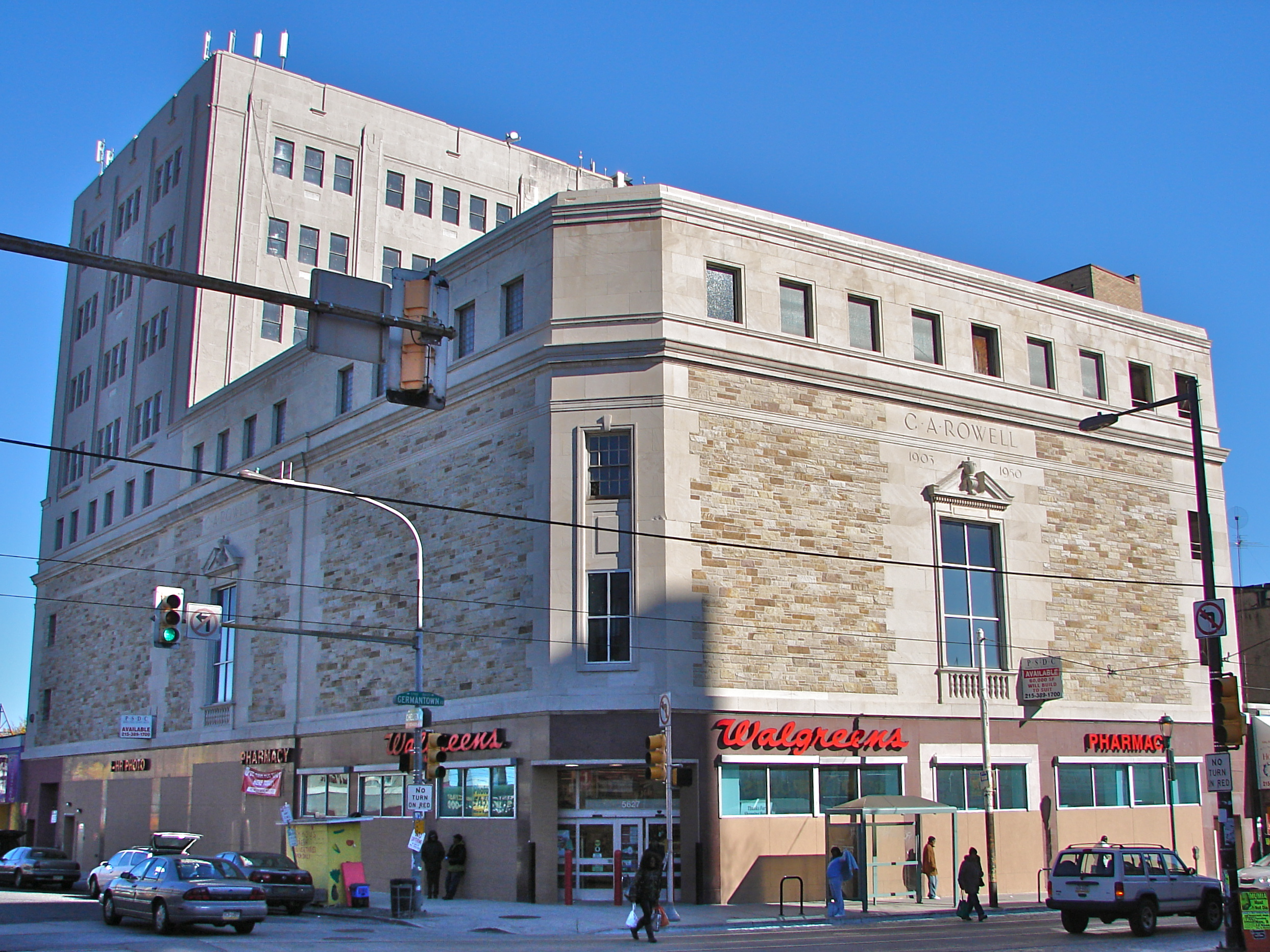
فروشگاه والگرینز، شعبه فیلادلفیا

در سال‌های بعد والگرینز کار خود را به ایالت‌های ویسکانسین، میزوری و مینه‌سوتا گسترش داد و تعداد فروشگاه‌ها و داروخانه‌ها، تا آخر دهه ۱۹۳۰ به ۳۹۷ عدد رسیده و فروش سالانه ۴ میلیون دلار شده بود. در جریان رکود اقتصادی و افت شدید قیمت سهام، این شرکت ضرر خاصی متحمل نشد و تا سال ۱۹۳۴ در بیش از ۳۰ ایالت آمریکا ۶۰۰ شعبه باز کرده بود.
پس از مرگ چارلز رودولف والگرین، پسرش که او هم نام پدر را یدک می‌کشید، یعنی چارلز رودولف والگرین جونیور مدیریت زنجیره فروشگاه‌ها را به عهده گرفت. در آن سال‌ها با وجود موفقیت‌های بسیار، رشد سال‌های اولیه کمپانی به چشم نمی‌خورد.
در اوایل دهه ۱۹۵۰ چارلز والگرین جونیور نیز بازنشسته شد و پسرش که او نیز همانند پدر و پدربزرگ خود نامش چارلز بود، با نام کامل؛ چارلز رودولف والگرین سوم، جای پدر را گرفت و تحولات بسیاری در شرکت ایجاد کرد. از جمله ابتکارات او استفاده از سیستم کامپیوتری اسکن بارکد برای فروشگاه‌ها بود. شرکت در سال ۱۹۸۶ فروشگاه‌های مدی‌مارت را خریداری کرده و به زنجیره شعبه‌های خود اضافه کرد.

## مدیریت ارشد

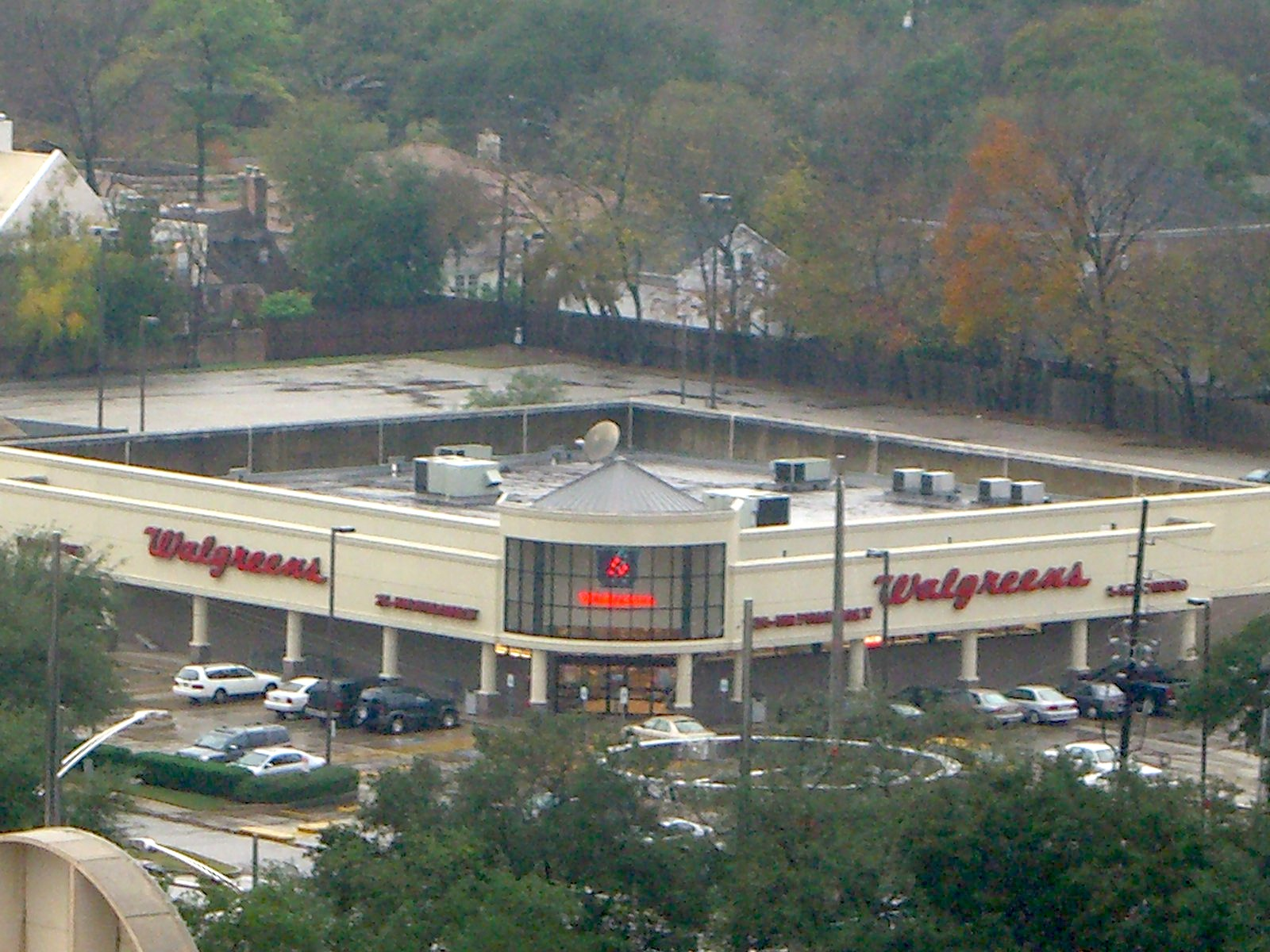
شعبه اداری والگرینز، در هیوستون، تگزاس

پس از بازنشستگی چارلز والگرین سوم، خانواده والگرین برای مدت کوتاهی مدیریت شرکت را واگذار کردند. در سال ۱۹۹۵ کوین والگرین معاونت شرکت را به عهده گرفت و تا سال ۲۰۰۶ به معاون ارشد شرکت تبدیل شد.
در ۱۲ ژوئیه ۲۰۰۶ دیوید برنر، مدیر اجرایی شرکت بازنشسته شد و جای خود را به رئیس شرکت، «جف راین» داد. جف راین با داشتن مدارک حسابداری و داروسازی از دانشگاه آریزونا و مهارت‌های مدیریت فروشگاه و مدیریت بخش، گزینه مناسبی برای این پست به حساب می‌آمد.
گریگ واسون، رئیس سابق خدمات بهداشتی والگرینز نیز به عنوان رئیس و مدیر عملیات شرکت منصوب شد. در اکتبر ۲۰۰۸ جف راین بازنشسته شد و آلن مک نالی جای او را گرفت و سال بعد گریگ واسون مدیر اجرایی شرکت شد.

## عملیات
در سال ۲۰۰۶ والگرینز فروشگاه‌های زنجیره‌ای «هپی‌هری» را در دلاویر، پنسیلوانیا، مریلند و نیوجرسی خریداری کرد و شش هزارمین شعبه والگرینز، در اکتبر ۲۰۰۷ در نیواورلئان و لوئیزیانا افتتاح شد. همچنین در سال بعد ۲۰ داروخانه در پورتوریکو از «فارماسیاس ال آمال» خریداری و به جمع شعبات والگرینز اضافه شد.
تا سال ۲۰۰۹ والگرینز در تمامی ۵۰ ایالت آمریکا و واشینگتن، دی. سی.، شعباتی دایر کرده بود و در فوریه ۲۰۱۰ اعلام کرد، برنامه‌ای برای خریدن فروشگاه‌های زنجیره‌ای نیویورک سیتی با نام «دواین رید» به مبلغ یک میلیارد دلار دارد.
والگرینز اکنون بزرگ‌ترین زنجیره تأمین مواد دارویی در ایالات متحده آمریکا به شمار می‌رود که با بیش از ۷٫۵۰۰ داروخانه در سرتاسر آمریکا، منطقه کلمبیا و پورتوریکو دسترسی خوبی به کالاها و خدمات دارویی، آرایشی و بهداشتی ایحاد کرده‌است. مراکز خدماتی والگرینز، سرویس‌هایی همچون خدمات درمانی، تجویز دارو و مشاوره پزشکی ارائه می‌دهد.

## میزان درآمد
دفتر مرکزی والگرینز در دیرفیلد ایلی‌نوی واقع شده و تا سال ۲۰۰۹ بیش از ۵٫۲۰۰ کارمند در این بخش فعالیت می‌کردند. این شرکت با ۲۳۸ هزار کارمند در شعبات مختلف خود، در سال ۲۰۱۰ میلادی، درآمدی بالغ بر ۶۳ میلیارد دلار کسب کرده‌است.
در پایان سال مالی ۲۰۱۲ درآمد والگرینز بیش از ۷۱ میلیارد دلار برآورد شد و سودی معادل ۲٫۱۲۷ میلیارد دلار را عاید این شرکت نمود.